# Shiritsu horitsuba gakuen
Shiritsu Horitsuba Gakuen (私立堀鐔学園 lit. "Académie Privée Horitsuba") ou Horitsuba (堀鐔), est une série de comédie courte par le cercle de mangaka CLAMP sérialisé de 2006 à 2011 dans le Weekly Shōnen Magazine qui est composé à la fois de chapitres manga ainsi que des drames audio. Le titre vient de fusionner les titres pour xXxHOLiC et Tsubasa: Reservoir Chronicle. L'histoire présente des personnages des deux séries ainsi que de nombreux autres personnages CLAMP établis. La saga « Horitsuba Gakuen » raconte une histoire indépendante par rapport à Tsubasa: Reservoir Chronicle et xXxHOLiC. Shiritsu Horitsuba Gakuen est situé dans un campus privé comme le « Campus CLAMP » où il y a des centres d'étude pour tous les âges (du préscolaire au collège) ainsi que des services de loisirs et d'affaires.

## Personnages
- Fye : Professeur de chimie de Shiritsu Horitsuba Gakuen et frère jumeau de Yui.
- Himawari Kunogi : Une lycéenne de Shiritsu Horitsuba Gakuen et ses amis sont Kimihiro Watanuki et Shizuka Doumeki.
- Kimihiro Watanuki : Un lycéen de Shiritsu Horitsuba Gakuen et co-animateur d'une émission de radio avec Sakura-san. Il est amoureux de Himawari et a des dons de femme de ménage.
- Kurogane : Professeur d'éducation physique de Shiritsu Horitsuba Gakuen.
- Sakura-san : Une lycéenne de Shiritsu Horitsuba Gakuen et cousine de Sakura-chan. Sakura-san accueille une émission de radio avec Kimihiro Watanuki.
- Sakura-chan : Une étudiante à l'école élémentaire de Shiritsu Horitsuba Gakuen et cousine de Sakura-san.
- Shizuka Doumeki : Un lycéen de Shiritsu Horitsuba Gakuen et ses amis sont Kimihiro Watanuki et Himawari Kunogi.
- Shaolon (Jumeau plus âgé) : Un lycéen de Shiritsu Horitsuba Gakuen et un jumeau plus âgé à Shaolan. Il taquine souvent Shaolan par rapport à Sakura.
- Shaolan (Jumeau plus jeune) : Un lycéen de Shiritsu Horitsuba Gakuen et un jumeau plus jeune à Shaolon. Il est révélé au cours de "Le gâteau de Noël passionnant" qu'il a un crush sur Sakura-san.
- Yui : Professeur d'économie domestique de Shiritsu Horitsuba Gakuen et frère jumeau de Fye. Il assiste également à l'émission de radio bien qu'il ne soit pas clair ce qu'il fait exactement.
- Yûko Ichihara : Directeur de Shiritsu Horitsuba Gakuen ainsi que le professeur de littérature.